# Heide Nisblé
Heide Nisblé (* 22. September 1940 in Berlin; † 27. November 2021), geb. Gregor, war eine deutsche Sozialversicherungsangestellte und Politikerin (SPD).

## Biografie
Heide Gregor besuchte das Askanische Gymnasium, das sie 1959 mit dem Abitur abschloss. Sie war beruflich als Angestellte der Sozialversicherung tätig. Sie engagierte sich später auch in der Verbandsarbeit des Behindertensports.

## Politik
Der SPD gehörte sie ab 1976 an. Vier Jahre vertrat sie ihre Partei in der Bezirksverordnetenversammlung Wedding, dann von 1989 bis 1999 im Abgeordnetenhaus von Berlin.